# マイアサウラ
マイアサウラ (学名 Maiasaura) は、中生代白亜紀後期の北アメリカ大陸に生息していた鳥脚類の恐竜。恐竜の中では初めて、子育てを本格的に行っていたという可能性が指摘されたため、「良い母親トカゲ」という意味の属名がつけられた。
体長8-9m。植物食に適化した無数の頬歯をもつ。

## 育児
マイアサウラの巣は、地面に掘られた直径1m、深さ50cmほどのクレーター状の穴で、中には数20 - 25個ほどの卵があった。親は体重が数トンに達するため抱卵はせず、 ツカツクリのように草が発酵する際の熱で温めていたのではないかと考えられている。
孵化後、子供は生まれてから体長1mほどに成長するまで中で暮らしていたと見られている。その証拠に、巣の中にあった卵の殻は全て粉々に踏み砕かれていた。また、巣から出る事も出来ない孵化後間もない子供の歯に摩耗が見られる事から、発見者ホーナーは親が餌を与えていたと考えた。現生の哺乳類や鳥類のような子育てをしたはっきりとした証拠が発見されたマイアサウラは、トロオドンに卵〜子供が襲われることもあったと考えられている。
尚、巣の中から仔竜の化石とともに腐肉食性のシデムシの化石が発見された例もあり、子育て説を懐疑視する研究者もいる。また歯の摩耗に関しても孵化前の胎児段階においても観察されており、これも給餌の証拠にならないと指摘されている。

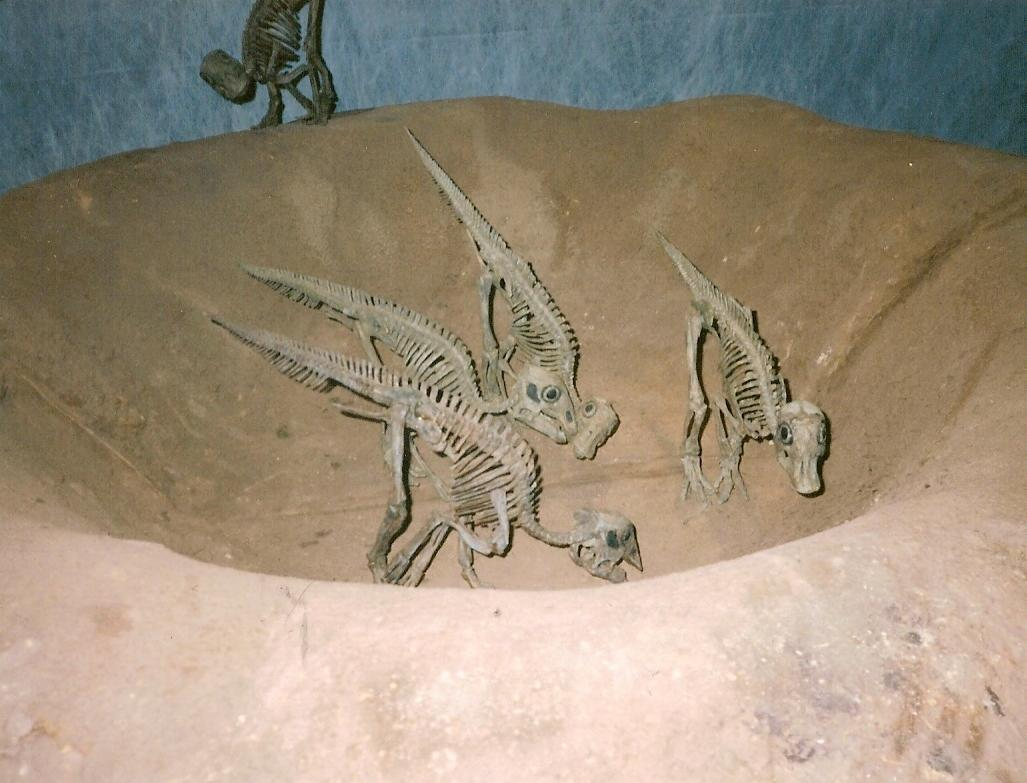
マイアサウラの巣
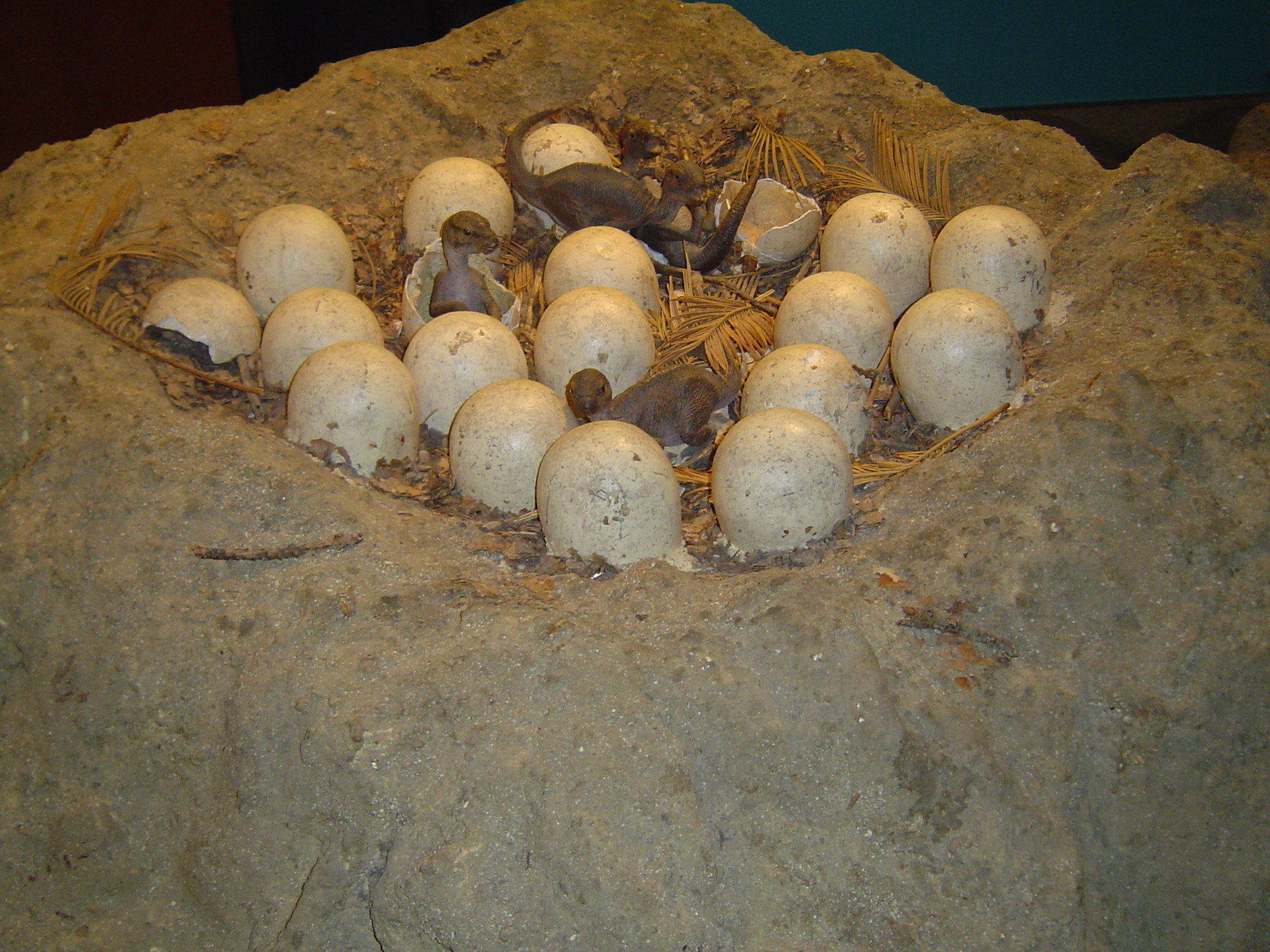
卵と孵化した仔。ロンドン自然史博物館の模型。
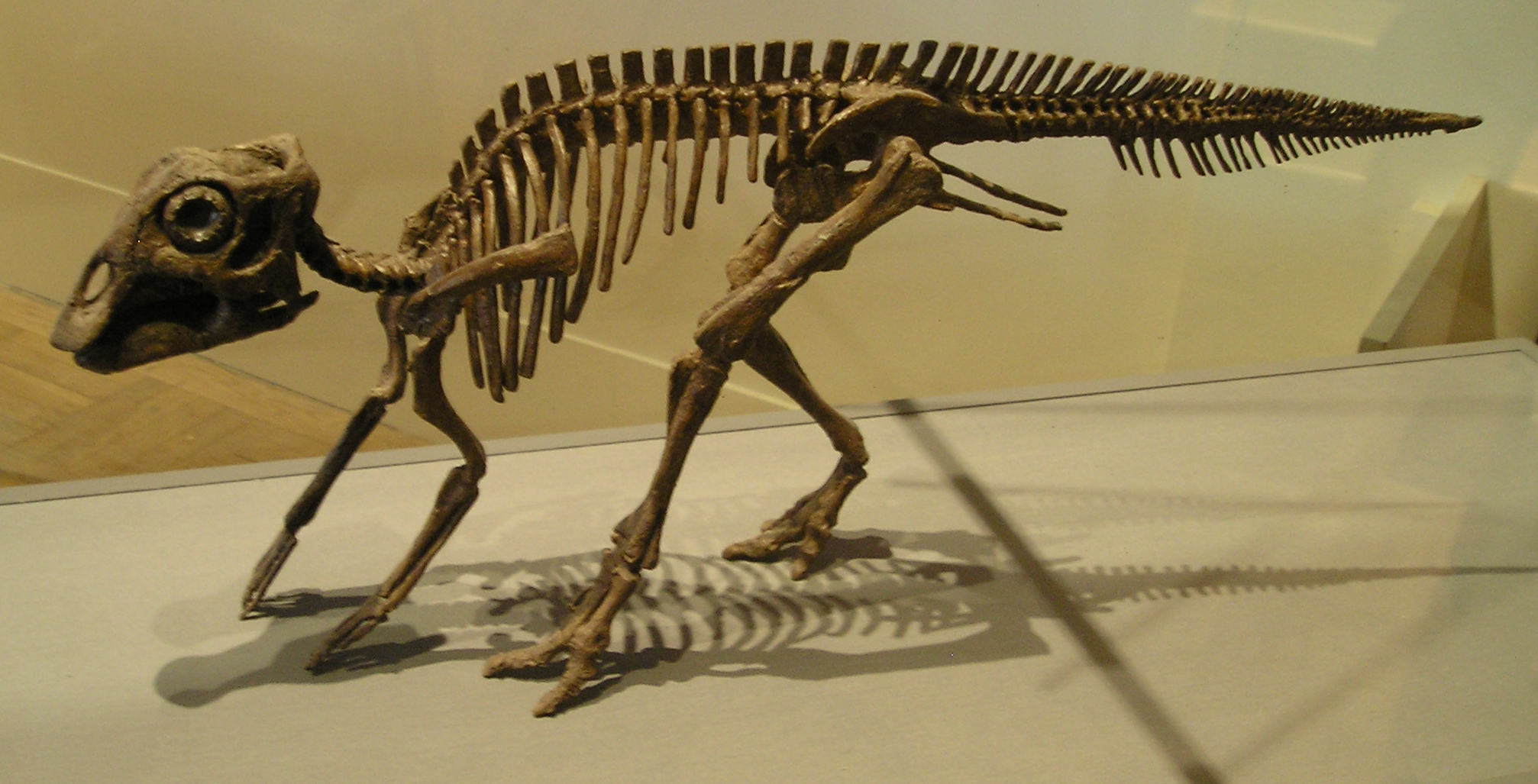
子供の骨格。ロイヤルオンタリオ博物館蔵。

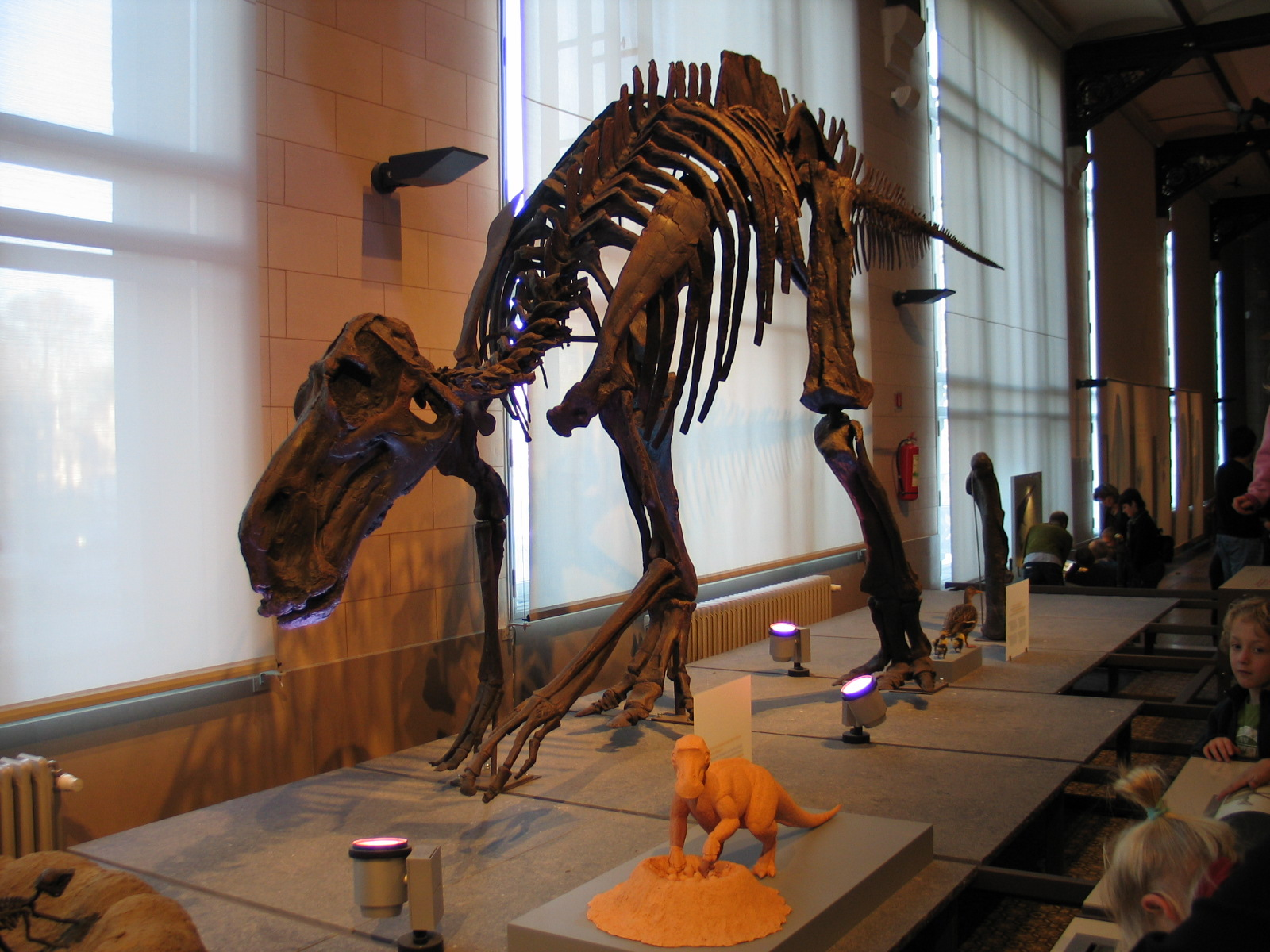
全身骨格。ベルギー王立自然史博物館蔵。
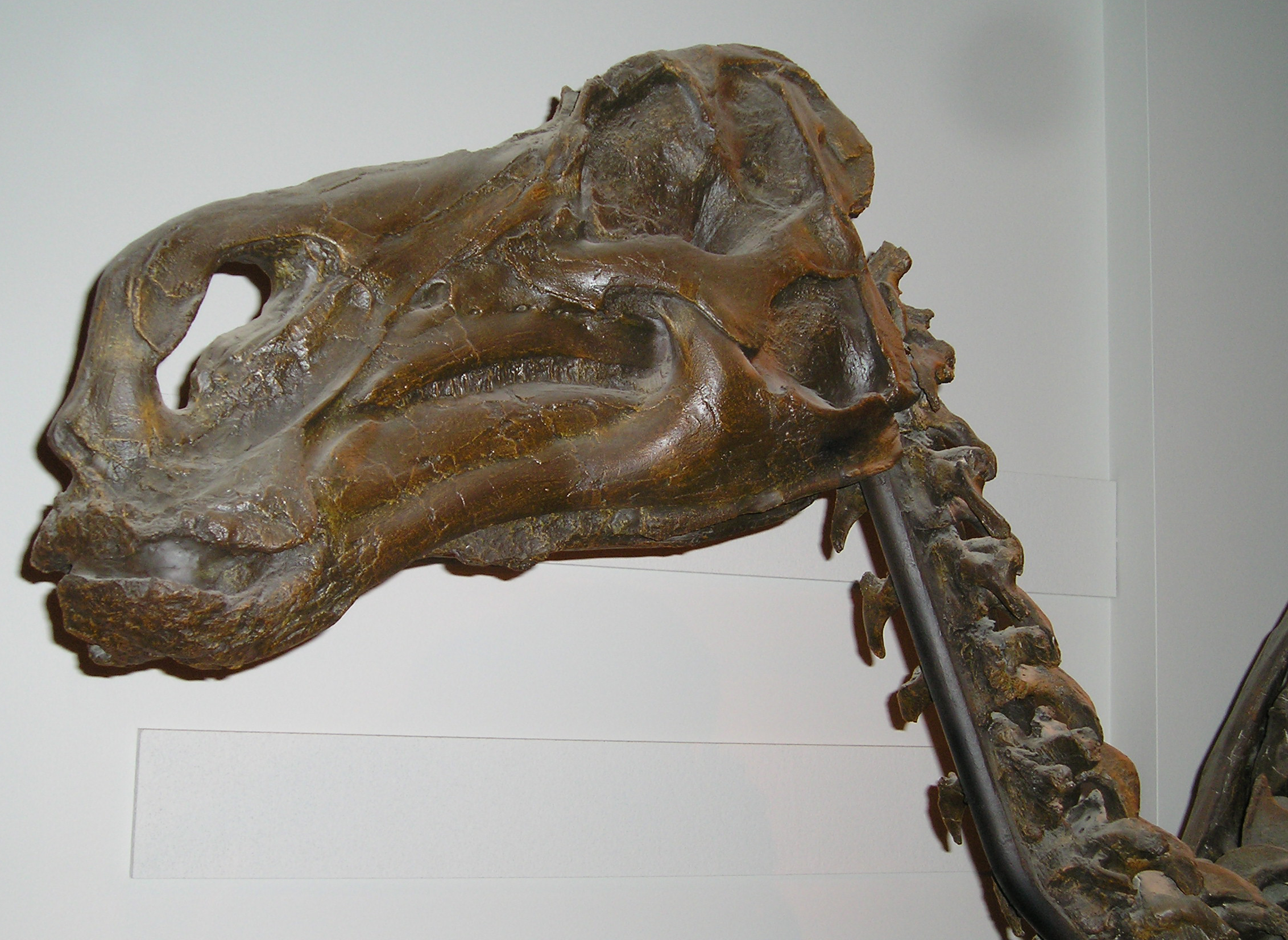
頭骨。ロイヤルオンタリオ博物館蔵。
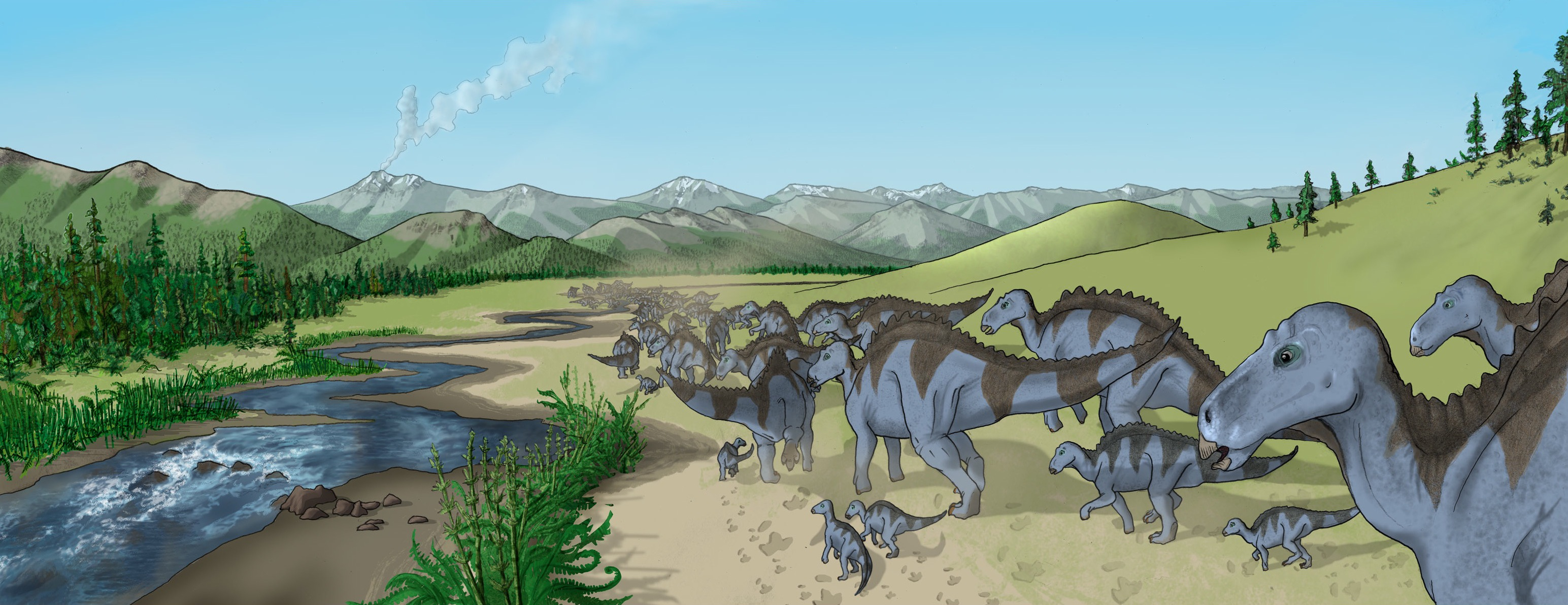
マイアサウラの群れ